# Rafael Mitjana y Ardison

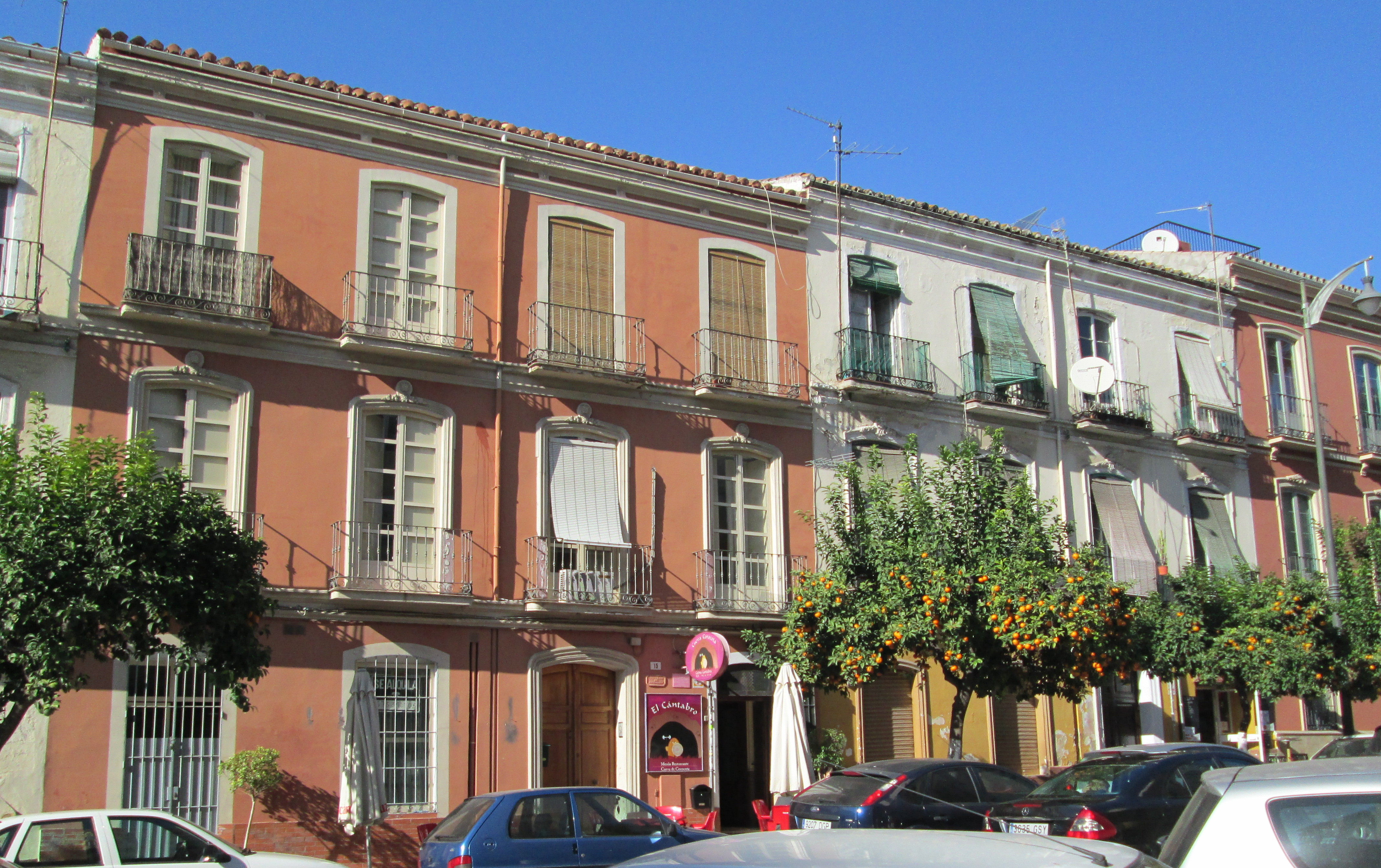
Casas en calle Compás de la Victoria, obra de Mitjana de 1872.

Rafael Mitjana y Ardison (Málaga, 1795 - Ibid. 1849) fue un arquitecto, cartógrafo, urbanista y comerciante español.

## Biografía
Hijo de Ignacio Brunet i Mitjana, natural de la Seo de Urgel, y María Ardison y Rojas, malagueña, combatió siendo muy joven en la Guerra de la Independencia Española.[cita requerida] Obtuvo el título de arquitecto a los cuarenta años de edad, en la Real Academia de Bellas Artes de San Fernando de Madrid y desempeñó simultáneamente varios cargos públicos: arquitecto municipal, provincial, del Gobierno Civil y de la Delegación de Hacienda. En 1838 sustituyó a Cirilo Salinas Pérez en el cargo de arquitecto municipal, que ostentó hasta que murió de fiebre tifoidea a los 54 años de edad, en enero de 1849, siendo sucedido por José Trigueros y Trigueros.
Su obra más conocida es el monumento a Torrijos de la plaza de la Merced de su ciudad natal. También realizó un proyecto para un arco del triunfo en honor a Baldomero Espartero, que no llegó a construirse, así como numerosas obras de arquitectura doméstica, de ingeniería - incluido el primer proyecto para el encauzamiento del Guadalmedina - y varios trabajos cartográficos y de investigación, destacando sus estudios sobre el dolmen de Menga.
Su apellido, Mitjana, da nombre a un pasaje y una plaza ubicados donde vivió en el centro histórico de Málaga.